# Géderlak
Géderlak (in croato: Gider) è un comune dell'Ungheria di 1 085 abitanti (dati 2005). È situato nella contea di Bács-Kiskun.